# Вариготи (Савона)
Вариготи је насеље у Италији у округу Савона, региону Лигурија.
Према процени из 2011. у насељу је живело 577 становника. Насеље се налази на надморској висини од 7 м.